# Trotz-Pille-Kind
Ein TroPi-Kind ist ein Kind, das „Trotz Pille“ zur Welt kommt. Ursache dafür ist das Versagen der Pille als Verhütungsmittel.

## Trotz Pille schwanger
Wie sicher ein Verhütungsmittel ist, zeigt der so genannte Pearl-Index an. Die Pille ist mit einem Pearl-Index von 0,1 eines der beliebtesten und sichersten Verhütungsmittel (Minipille „nur“ 3). Zum Vergleich: Der Pearl-Index bei ungeschütztem Verkehr liegt bei 80. Dennoch werden immer wieder Frauen, die mit der Pille verhüten, schwanger. Ihre Kinder werden gerne auch als TroPi-Kinder (Trotz-Pille-Kinder) bezeichnet.
Wenn es trotz Pille zu einer Schwangerschaft kommt, sind häufig Anwendungsfehler die Ursache. Diese werden in den von den Herstellern herausgegebenen Statistiken jedoch nicht berücksichtigt.

## Versagen der Pille
Für das Versagen der Pille gibt es verschiedene Erklärungsversuche. Bei Antibiotika, Durchfall, Johanniskraut-Einnahme, auch bei kleineren Infektionskrankheiten (Erkältung) usw. kann die Pille versagen. Auch „Blindgänger“ in der Produktion oder gefälschte Arzneimittel sind als Ursache nicht vollständig auszuschließen, die Präparate enthalten also in seltenen Fällen keinen oder zu wenig Wirkstoff. Auch Übergewicht kann die Wirksamkeit der Pille unter Umständen einschränken.